# Moravsko-slezská křesťansko-sociální strana na Moravě
Moravsko-slezská křesťansko-sociální strana na Moravě byla česká politická strana na území Moravy za Rakouska-Uherska založena v roce 1899 na Velehradě. Reprezentovala katolický politický tábor, respektive jeho levé, křesťanskosociální křídlo.

## Dějiny a ideologie
Šlo o první politickou formaci etnicky českého katolicismu na Moravě. Již v polovině 19. století se začala na Moravě rozvíjet síť spolků křesťanských dělníků. Mezi prvními iniciátory tohoto trendu byla takzvaná Sušilova družina, tedy skupiny aktivistů, jíž tvořili František Sušil, hrabě Bedřich Silva-Tarouca, Matěj Procházka, Beneš Method Kulda a mnozí jiní. Na rozdíl od Čech na Moravě bylo napětí mezi křesťanskými sociály a konzervativněji orientovaným katolickým proudem nevýrazné. Proto mohli moravští křesťanští sociálové až do vzniku Československé strany lidové spolupracovat s pravým křídlem katolického politického tábora v rámci Katolické strany národní na Moravě. Na sjezdu ve Vyškově v dubnu 1899 pokročili směrem k vlastní politické formaci (pod heslem „dvou sborů jedné armády katolíků“). Moravsko-slezská křesťansko-sociální strana na Moravě byla poté ustavena na sjezdu na Velehradě v září 1899. Fungovala v rámci Národní strany katolické na Moravě, s níž vytvořila tzv. dvoustranu. Předsedou se stal Jan Šrámek.
Strana využívala síť katolických lokálních spolků. Postupně vytvářela masovou členskou základnu. Roku 1900 byla zavedena dobrovolná daň coby členský příspěvek a roku 1902 i členský stranický průkaz (paralelně s dosud praktikovaným členstvím v katolických spolcích). Strana úzce spolupracovala s Národní stranou katolickou na Moravě (v jejím čele stál JUDr. Mořic Hruban) a v letech 1906 a 1907 (v zemských a říšských volbách) dosáhla velkého úspěchu a stala se nejsilnější politickou stranou na Moravě. Její pozici oslabily říšské volby v roce 1911 díky vytvoření protikatolického tzv. pokrokového bloku. V roce 1918 se obě strany formálně spojily a přejmenovaly na Československou stranu lidovou. Počátkem roku 1919 došlo k její fúzi se Spojenou stranou katolickou v Čechách a v letech první republiky obě strany pracovaly pod názvem Československá strana lidová.